# Ana Aszalos
Ana Aszalos (verheiratete Ana DiLeo, auch Anna DiLeo) ist eine ehemalige rumänisch-deutsche Basketballspielerin.

## Laufbahn
Die aus Târgu Mureș stammende und auf der Spielmacherposition eingesetzte Aszalos nahm 1978 mit der Auswahl Rumäniens an der Europameisterschaft in Polen teil. Auf Vereinsebene spielte die 1,73 Meter große Aszalos in Rumänien für Universitatea Cluj-Napoca.
1980 blieb sie nach einem Spiel in Deutschland, dort schloss sie sich dem Bundesligisten DJK 08 Agon Düsseldorf an, mit dem sie mehrfach deutscher Meister wurde. Sie spielte in Düsseldorf für den Trainer Anthony DiLeo, der später ihr Ehemann wurde. 1983 erreichte Aszalos mit Düsseldorf das Endspiel im Europapokal der Landesmeister. Sie hatte im Halbfinalrückspiel gegen Daugawa Riga als beste Agon-Korbschützin (18 Punkte) entscheidenden Anteil daran, dass die Hinspielniederlage wettgemacht wurde und Düsseldorf als erster deutscher Verein in ein Europapokalendspiel einzog. Dieses verlor sie mit Düsseldorf anschließend.
1983 nahm Aszalos mit der deutschen Auswahl an der Universiade im kanadischen Edmonton teil. 1990 kam ihr Sohn Anthony, genannt T.J., zur Welt, wenige Monate später zog sie mit Kind und Ehemann von Düsseldorf in die Vereinigten Staaten. Dort gebar sie 1993 den zweiten Sohn Max. Beide Söhne spielten später in der Basketball-Bundesliga.